# Дыдня
Дыдня (пол. Dydnia) — сельская гмина (волость) в Польше, входит как административная единица в Бжозувский повет, Подкарпатское воеводство. Население — 8259 человек (на 2004 год).

## Демография
| Перепись                       | Всего   | Всего | Женщины | Женщины | Мужчины | Мужчины |
| ------------------------------ | ------- | ----- | ------- | ------- | ------- | ------- |
| Единицы                        | человек | %     | человек | %       | человек | %       |
| Население                      | 8259    | 100   | 4137    | 50,1    | 4122    | 49,9    |
| Плотность населения (чел./км²) | 63,5    | 63,5  | 31,8    | 31,8    | 31,7    | 31,7    |

## Сельские округа
1. Дыдня
2. Грабувка
3. Яблонка
4. Коньске
5. Кшеменна
6. Кшиве
7. Небоцко
8. Невистка
9. Обажим
10. Темешув
11. Улюч
12. Витрылув
13. Выдрна
14. Яблоница-Руска

## Соседние гмины
1. Гмина Бирча
2. Гмина Бжозув
3. Гмина Нозджец
4. Гмина Санок